# جمعية صعود كردستان
جمعية صعود كردستان (بالكردية: Cemîyeta Tealîya Kurdistanê)‏ كانت منظمة تشكلت في عام 1918، في القسطنطينية، بهدف إنشاء دولة كردية مستقلة في شرق تركيا.
عمَّدت الجمعية بياناتها على كردستان المستقلة بناءً على معاهدة سيفر وأفكار وودرو ويلسون. لقد شكلت الجمعية عددًا من الفروع المحلية في المحافظات الشرقية من تركيا. وبعد ثلاثة أشهر من توقيع معاهدة سيفر، ثارت الجمعية مع زعماء قبيلة كوجكيري (العلاهيين – الكرد) في ديرسيم في شرق آسيا الصغرى. تم توثيق أن المنظمة كانت تستخدم من قبل الإنجليز من أجل محاربة القوميين الأتراك. كما أنها كانت تهدف إلى تعزيز اللغة الكردية والثقافة الكردية. أصدرت الجمعية مجلة أسبوعية باسم جين (بالعربية: الحياة) في 1918 و1919. لقد نشرت جين باللغات التركية العثمانية والكردية (باللهجات الكرمنجيية والسورانية).
خلال حرب الاستقلال التركية، حاولت المنظمة القيام بانتفاضة، بتشجيع من الرائد البريطاني إدوارد وليام تشارلز نويل [الإنجليزية]، في عام 1921، ولكن هزمها الجيش التركي في غضون ثلاثة أشهر في 17 يونيو 1921. بعد الانتفاضة، تم حظر الجمعية من قبل الجمعية الوطنية التركية. لقد كان أحد قيادييها مقداد مدهاد بدرخان [الإنجليزية] ناشرًا لكردستان، وهي أول صحيفة كردية في القاهرة.